# 普朗克動量
在物理學裏，普朗克動量是普朗克單位制的動量單位，標記為 {\displaystyle m_{P}c\,\!} 。用方程式表達，普朗克動量是
{\displaystyle m_{P}c={\frac {\hbar }{l_{P}}}={\sqrt {\frac {\hbar c^{3}}{G}}}\approx 6.52485\,\mathrm {k} \mathrm {g} \,\mathrm {m} /\mathrm {s} \,\!} ；
其中，{\displaystyle \hbar \,\!} 是約化普朗克常數，{\displaystyle {l_{P}}\,\!} 是普朗克長度，{\displaystyle c\,\!} 是光速，{\displaystyle G\,\!} 是萬有引力常數。
與大多數其它普朗克單位不同，普朗克動量發生於人尺寸的狀況。例如，一個 {\displaystyle 70\,\mathrm {k} \mathrm {g} \,\!} 的人，以 {\displaystyle 1\,\mathrm {m} /\mathrm {s} \,\!} 的平均速度走路，他的動量大約為 {\displaystyle 10.7\,m_{P}c\,\!} 。

## 參閱
- 因次分析
- 自然單位
- 國際單位制